# Edgar Wallace
Richard Horatio Edgar Wallace (født 1. april 1875 i Greenwich, London, død 10. februar 1932 i Beverly Hills, Californien, USA) var en engelsk forfatter, journalist og dramatiker. Wallace var en af sin tids førende og flittigste kriminalforfattere.
Han blev født som uægte barn af en fattig skuespillerinde og forlod skolen som 12-årig. Som 21-årig meldte han sig til hæren og tog samtidig navnet Wallace efter forfatteren til romanen Ben-Hur. Han var ikke nogen ideel soldat og blev ved et tilfælde korrespondent for Reuters og Daily Mail under Boerkrigen. Han begyndte samtidigt at skrive digte og korte historier inspireret af Rudyard Kipling, som han havde mødt i Cape Town. Efter at have stiftet en betragtelig gæld forlod han Sydafrika og vendte i 1903 tilbage til London, hvor han begyndte at skrive krimihistorier for at tjene penge. I 1907 tog han til Congo og skrev derefter en føljeton i et ugeblad om den belgiske kong Leopolds overgreb mod de indfødte. Føljetonen blev i 1911 udgivet under titlen Sanders of the River og var Wallaces første bestseller.

## Litterær produktion
I de kommende år fik han bedre og bedre forlagskontrakter, men skrev fortsat yderst flittigt for at holde kreditorerne fra livet; både de gamle fra tiden i Sydafrika og de nye, der hele tiden kom til for at finansiere ikke mindst Wallaces' bookmakere. Fra begyndelsen af 20'erne blev hans bøger oversat til mange sprog. Wallace skrev essays, filmmanuskripter, digte, historiske skildringer, skuespil og ikke mindre end 957 noveller og 170 romaner. Ved hans død hævdede hans forlægger, at hver fjerde bog, der blev læst i England,  var skrevet af Wallace. I alt er der trykt mere end 50 millioner eksemplarer af hans bøger over hele verden og 160 film er baseret på hans historier.
Wallaces produktivitet var legendarisk og ingen heller ikke han selv har nogensinde påstået at hans værker var af høj litterær kvalitet. Kritikere talte nedladende om hans tredages-romaner, og det var en stående vittighed, at hvis man ringede til Wallace, og sekretæren sagde: "Mr. Wallace er i gang med at skrive en roman", ville man blot sige: "Jeg venter." Kvaliteten i hans værker ligger derimod i de plots, han lagde tilrette i sine krimier. De er husket - og kopieret, enten direkte eller i andre forfatteres varianter. 
I 1931 fik Wallace en henvendelse fra Hollywoodproduceren Merian C. Cooper om at skrive manuskriptet til en "gorillafilm". Han skrev et 110 sider langt oplæg og rejste til USA, hvor han imidlertid i januar 1932 begyndte at lide af pludselige og voldsomme anfald af hovedpine. Han fik diagnosen diabetes og fik det hurtigt dårligere og døde efter få dage, længe inden hans sidste værk, klassikeren King Kong blev færdiggjort.